# Gustaaf Colpaert

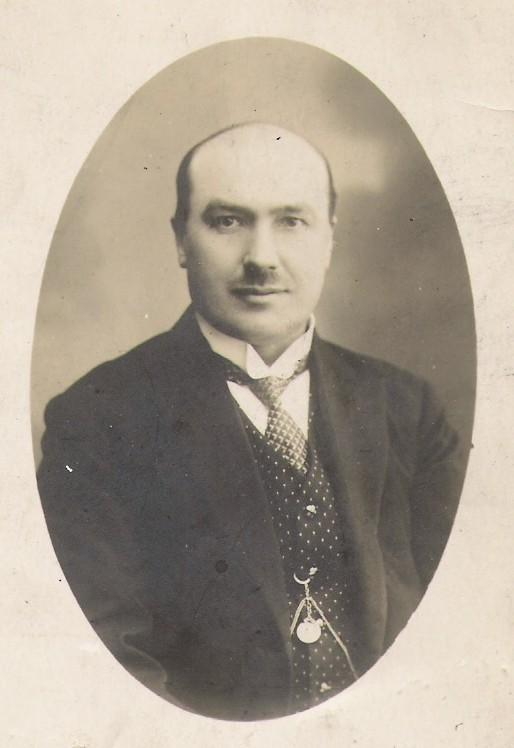
Gustaaf Colpaert

Gustaaf Colpaert (Gits, 1885 - Lichtervelde, 1965) was een Belgisch politicus en arts. Hij was burgemeester van Lichtervelde en realiseerde de eerste telefooncentrale en de elektrificatie van het dorp. 

## Voorpolitieke periode
Gustaaf Colpaert vestigde zich in 1911 in Lichtervelde als arts. Hij woonde aanvankelijk op de Markt tot zijn huis afgebroken werd om de doorgang van de Marktstraat te realiseren. Daarom verhuisde hij naar het Kerkplein en liet een woning bouwen in de pas aangelegde Marktstraat (later huis Christiaens-Vandewalle). Het werd een van de vooroorlogse woningen met trapgevel die het dorp een typerend uitzicht gaven. De woning was klaar in 1914, maar de Duitse troepen namen er hun intrek tijdens de Eerste Wereldoorlog. Na een renovatie van de in 1918 compleet 'uitgewoonde woning', betrok hij het huis in 1919. 
Hij was gehuwd met Maria Vanwalleghem die in 1923 stierf, waarna hij hertrouwde met Cecile Vandoorne die in 1960 overleed.

## Burgemeesterschap

### Gemeenteraad
Colpaert werd actief in de gemeentepolitiek en stelde zich kandidaat op de lijst van De Zwaan. Die groep won in oktober 1926 de verkiezingen en gelet op zijn aantal voorkeurstemmen werd hij voorgedragen voor het ambt van burgemeester. Op 5 januari 1927 werd hij geïnstalleerd. 
Emeric Maenhout werd eerste schepen en Cleophas Sintobin tweede schepen. De gemeenteraad bestond verder uit Emile Vermeersch, Charles Decock, August Depuydt, Achiel Depuydt, Maurice Vanderhaeghe, Hector Colpaert, Adhemar Tempelaere en Jules Storme. Deze laatste was ingenieur en speelde een pioniersrol bij de elektrificatie van de gemeente Lichtervelde.

### Inhuldiging
Op 22 mei 1927 werd Colpaert als burgemeester ingehuldigd. Een stoet met 35 groepen en wagens trok onder de zegebogen door en langs de straten die versierd waren met spandoeken waarop welkomstverzen stonden. De dag werd besloten met een groots vuurwerk. Tijdens een toespraak maakte Colpaert zijn intenties bekend die helemaal kaderden in de naoorlogse heropbouw van het dorp. Colpaert focuste op "...het bouwen der broodnoodige nieuwe scholen. Hoe lastig dit werk ook op de gemeentekas zal drukken. (...) Aan den welstand van den werkman, landbouwer en burger zullen wij medewerken door ondersteuning der vakscholen, door verbetering der wegen, door betere verbindingen, waarvan de Telefooncentrale reeds getuigt; door het bekrachtigen der zoo nuttige Elektrificatie waarvan de drijfkracht zovele voordelen aan de inwoners zal verzekeren..."

### Telefonie
Op 1 juni 1927 waren de werken voor de inrichting van een "midden telefoonbureel" voltooid en werd het in dienst gesteld. Er konden voortaan telegrammen doorgeseind en ontvangen worden en het telefoontoestel deed zijn intrede in Lichtervelde, die ongeveer 60 aangesloten abonnees had.

### Elektrificatie

#### Centrumstraten eerst
In december 1928 werd het laagspanningsnet dat Lichtervelde van primaire energie moest voorzien, aangelegd. Begin 1929 werd het centrum van de gemeente van stroom voorzien. Het net bestond uit 7.669 meter luchtdraad en 856 meter ondergrondse leiding. De installatie van de distributienetten kostte 258.686,14 frank. De bouw van de twee cabines verhoogde dit bedrag met 111.237,94 frank. Er stond één cabine achter het erf van herbergier August Vanoverschelde-Devos, op de hoek van de Markt en de Torhoutstraat. De andere cabine kwam er bij het station aan het erf van molenaar Jules Bogaert-Delbeke, in het begin van de Hazelstraat. 
Later werd drijfkracht geïnstalleerd en breidde het laagspanningsnet zich uit rond het station. Er werd een elektriciteitscommissie opgericht bestaande uit een gemeenteraadslid, een technisch mandataris en een afgevaardigde van de CEFB. De commissie controleerde de uitbating, zorgde voor de uitbreiding van de netten, bepaalde de aansluitingsprijs, de huurprijs van de tellers en de contracten. De verkoopprijs van de elektriciteit werd bepaald, niet door de gemeente, maar het bestuurscomité waar niemand van Lichtervelde in zetelde. De prijs werd gekoppeld aan de tarieven van Eeklo, Tielt en Lokeren. Verlichting kostte 2,20 frank/kWh. Voor drijfkracht vroeg men de vaste som van 120 frank/kWh. Het verbruik werd eveneens per kWh berekend en inrichtingen van algemeen nut genoten tariefvermindering. 

#### Het platteland kwam later
Het duurde tot het midden van de jaren dertig voor de Lichterveldse landelijke bevolking op het elektriciteitsnet werd aangesloten. Inventieve boeren gebruikten tot dan toe een dynamo volgens het principe dat Kanunnik Martens in 1897 beschreef. "Om uw huis met elektriciteit te verlichten, zoudt ge een dynamo vandoen hebben en een stoomwerktuig om ze in beweging te zetten."

## Einde burgemeesterschap
De verkiezingen in oktober van 1932 waren niet gunstig voor Colpaert ondanks het feit dat hij het hoogst aantal voorkeurstemmen behaalde. De Zwaan verloor en Emiel Vermeesch van De Burgersgilde volgde Gustaaf Colpaert als burgemeester op. Wanneer de gemeenteraad op 6 januari 1933 voor het eerst bij een kwam, zetelde Gustaaf Colpaert met onder meer Cleophas Sintobin in de oppositie. In 1937 werd hij omwille van politieke strubbelingen even schepen en na de oorlog was hij enkele maanden waarnemend burgemeester nadat burgemeester Eugène Callewaert terechtgesteld en onthoofd was in Wolfenbüttel.

## Verenigingsleven
Colpaert was actief in het verenigingsleven en was onder meer:
- lid van de kerkraad
- bestuurslid en ondervoorzitter van de Koninklijke Fanfare Sint-Cecilia De Zwaan
- lid van de Sint-Sebastiaansgilde.
- voorzitter van de Onderlinge Brandverzekering Sint-Donatus